# Velika Polana
Velika Polana – wieś w Słowenii, w gminie Velika Polana. W 2018 roku liczyła 880 mieszkańców.